# 開国進取
開国進取（かいこくしんしゅ）とは、江戸幕府の鎖国攘夷に次ぐ、大日本帝国の国是であり、1868年の五箇条の御誓文に基づくものである。大隈重信は「開国進取」について「外國に向つて萬國と併立すると云ふ主義」であると述べている。

## 歴史
幕末に幕府大老として開国を主導した井伊直弼は、海防について鎖国を籠城に見立て、以下のように述べていた:
1894年発行の訳書「今世国家論」の陸羯南による前書き(日新叢書叙)には、「近日世ニ言フ所ノ開國進取ノ國是」とある。
1897年の大隈重信は外交方針演説で、「此の國是、所謂開國進取、言換れは即ち外國に向つて萬國と併立すると云ふ主義からして、日本が導かれて今日大に文明が進んで、世界に重んせられ、尊敬さるると云ふ國にまで進んだのは、皆其主義に從つたものであると存じます」と述べた。
1907年の帝国国防方針でも使われる。